# Neoarisemus youngi
Neoarisemus youngi är en tvåvingeart som beskrevs av Duckhouse 1987. Neoarisemus youngi ingår i släktet Neoarisemus och familjen fjärilsmyggor.
Artens utbredningsområde är Tanzania. Inga underarter finns listade i Catalogue of Life.